# Jorja Smith
Jorja Alice Smith (Walsall, West Midlands, Anglaterra, 11 de juny de 1997) és una cantautora anglesa. Ha llençat bastants temes en solitari, a partir d'aquí va fer col·laboracions amb Drake, Kail Uchis, Stormzy i el productor Preditah. Al novembre de 2016 va llençar el seu extended play debut “Project 11”. Al 2018 va guanyar el premi Brit Critics Choise Award. El juny de 2018 va llençar el seu àlbum debut Lost & Found, el qual guanya el tercer premi a UK Àlbum Charts.

## Orígens
Va néixer l'11 de juny de 1997 a Walsall, West Midlands, de pare jamaicà i mare anglesa. Té un germà petit, en Luca. El seu pare, Peter Smith, és músic retirat i va ser vocalista en el grup de soul 2nd Naicha abans que Smith nasqués. La seva mare, Jolene Smith és dissenyador de joies. Smith té un germà més jove anomenat Luca, i és la cosina del futbolista del Rangers FC Kemar Roofe.

## Carrera
Als 8 anys, va començar a anar a classes de piano, animada pel seu pare. Va guanyar una beca al Aldridge School, on va aprendre a tocar l'oboè i va estudiar cant clàssic. Als 11 anys va escriure la seva primera cançó. Un agent la va descobrir als 15 anys, després de penjar 2 vídeos al Youtube, cantant una versió d'un tema de Alex Clare, poc després, va començar a viatjar a Londres per escriure cançons amb Maverik Sabre i Ed Thomas. Va estar 4 anys treballant al Starbucks per poder-se mudar a Londres amb el seu tiet. Després de graduar-se es va mudar a Londres, als 18 anys, allà va seguir escrivint cançons.
El gener del 2016 va llançar el seu primer senzill debut “Blue Lights” a Sound Cloud; la cançó va aconseguir 400.000 reproduccions en un mes. El seu segon senzill va ser “Where Did I Go” llençat al maig del 2016, va ser escollida cançó preferida en el moment de Entertainment Weekly al juliol, per Drake. Al novembre de 2016 llença el seu primer extended play “Project 11” que compta amb 4 cançons : So Lonely, Carry Me Home,Something In The Way i Imperfect Circle.
Aquell mateix any va ser seleccionada com una de les estrelles més reconegudes a la llista de BBC Music Sound of 2017, quedant quarta.
Smith va actuar com a convidada amb Boy Meets World Tour de Drake al febrer i març de 2017. Va figurar en 2 cançons del seu mixtape “More Life”.
Va llançar el senzill de “Beautiful Little Fools” en el día internacional de la dona. El seu tercer senzill va venir després, al juny, “Teenage Fantasy”.
Dos mesos més tard, Smith i Preditah llencen un senzill junts titulat “On My Mind”.
Va actuar a la gira de Bruno Mars, 24k Magic World Tour a l'octubre i novembre de 2017. Al desembre, va ser la guanyadora del Brit Critic Choise Award ja que va ser la primera artista independent en ser nominada i, per tant, la primera en guanyar.
El gener de 2018, va llençar el senzill de “Let Me Down”, junt al raper Stormzy. Smith va escriure “I Am” per a la banda sonora de Black Panther, llençada al Febrer. Aquell mateix mes va actuar als BRIT Award junt a Rag'n' Bone Man. A l'abril va fer el seu debut televisiu a Jimmy Kimmel Live! cantant el seu primer tema “Blue Lights”.
Al 2018 va actuar a diferents festivals, com Coachella o el Primavera Sound de Barcelona.

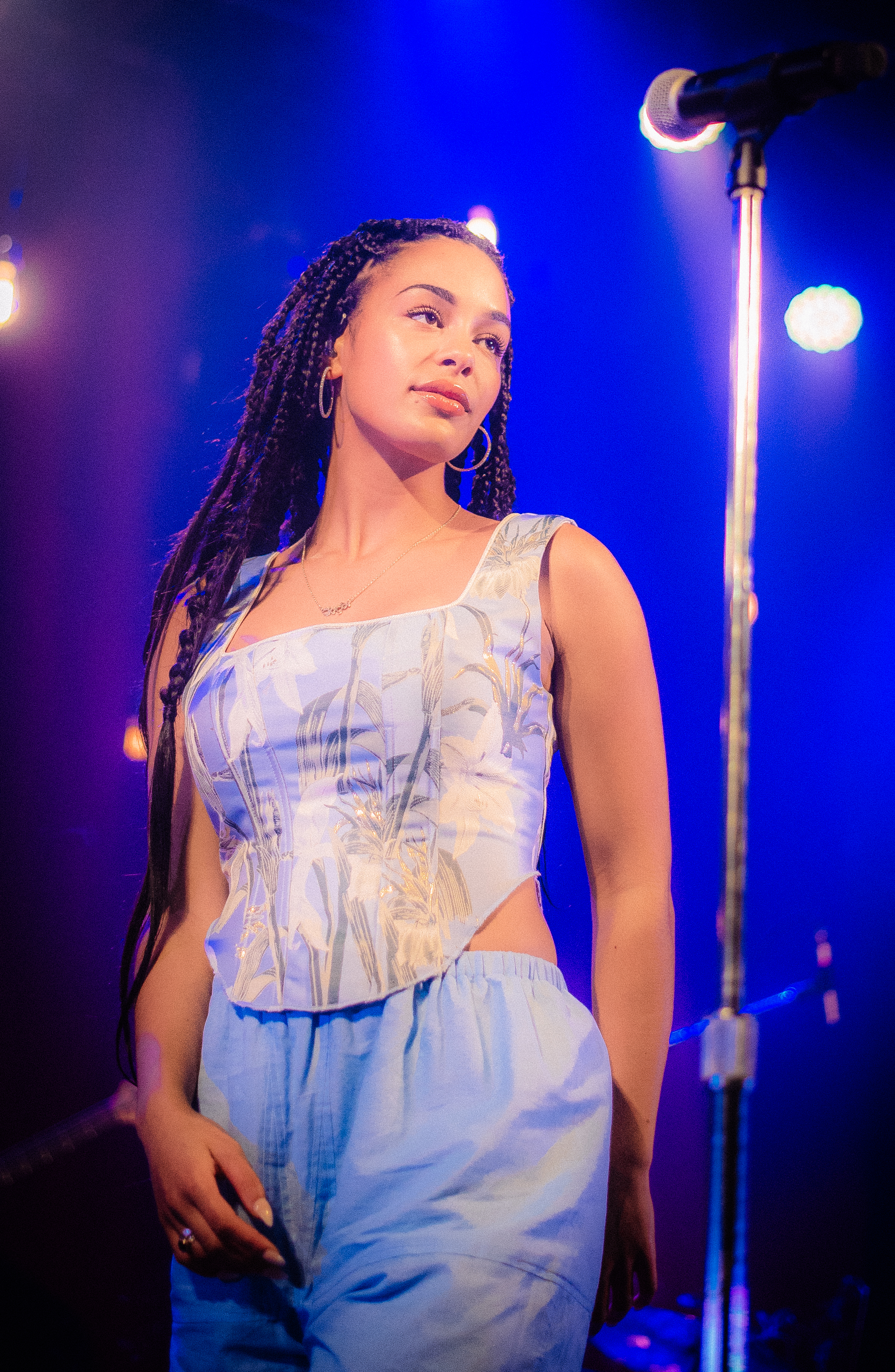
Smith al Opera House

## Lost & Found
El seu primer àlbum d'estudi, llençat el 8 de juny de 2018 amb distribució de The Orchard. L'escriptura i la gravació de l'àlbum va tenir lloc durant 5 anys a Londres i Los Angeles. Les sessions van comptar amb aportacions de productors com Jeff Kleinman, Michael Uzowuru, Tom Misch, Maaike Lebbing entre altres… L'àlbum va ser comentat pels crítics, ja que van valorar la seva gran composició, estil, contingut líric i l'actuació vocal de Smith. Va debutar al número 3 del gràfic dels àlbums del Regne Unit i al número 1 del gràfic R&B britànic.
El seu trasllat a Londres la va inspirar en el títol de l'àlbum, Smith va viatjar a Ladroke Grove i es va adonar que se sentia perduda, tot i que sabia exactament on volia estar: “Sento que allà on vaig estic “perduda”, però hi ha un sentit de “trobat” on estic, que és just on vull estar".A l'àlbum trobem un total de 12 cançons, incloent 3 dels seus primers temes ; “Blue Lights”,“Teeange Fantasy” i ‘Where Did I Go”. Aquests son tots els temes que inclou l'àlbum : Lost & Found, Teenage Fantasy, Where Did I Go, February 3rd, On You Own, The One, Wandering Romance, Blue Lights, Lifeboats, Goodbyes, Tomorrow i Don't Watch Me Cry.
Temes amb missatgeLes seves cançons, compostes per ella, aprofundeixen en temes que la preocupen, com la política o les relacions socials d'algú de la seva edat. La seva primera cançó per exemple, Blue Lights, parla sobre els estereotips socials que bombardegen a diari. El dia de la dona va llençar “Beautiful Little Fools” com a resposta al personatge de Daisy al Gran Gatsby, quan diu que el millor que pot ser una dona es ser “a fool” (una tonteta). Molt lluny de quedar-se en allò superficial, Smith als 21 anys ens parla de temes que la preocupen a través de la seva música.